# Komunikacja miejska w Kłodzku

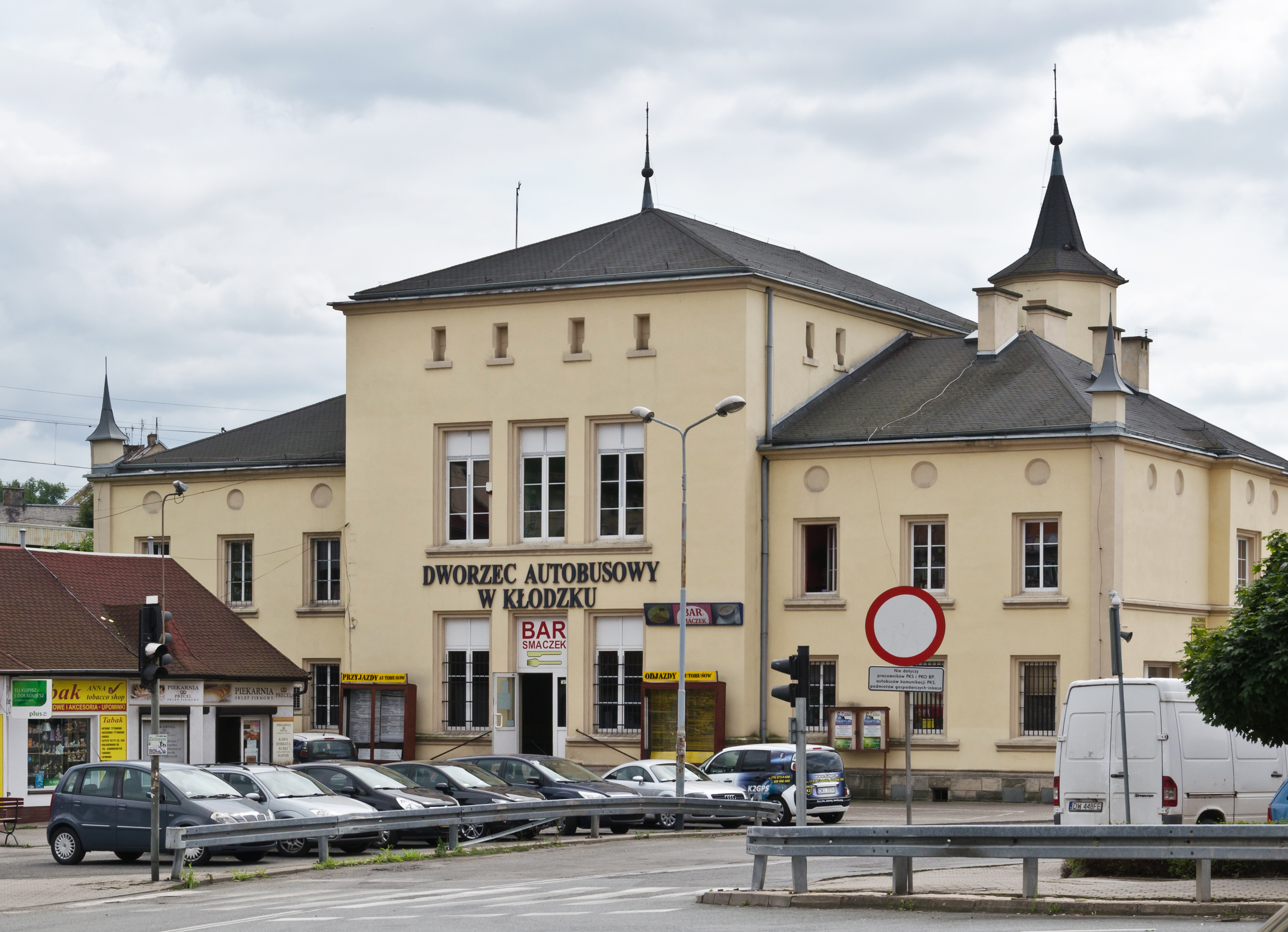
Dworzec autobusowy w Kłodzku

Komunikacja miejska w Kłodzku – system miejskich linii komunikacyjnych w Kłodzku oraz częściowo na terenie gminy wiejskiej Kłodzko, obsługiwany przez PKS Kłodzko oraz prywatnego przewoźnika – firmę A-Vista.

## Historia
Początki komunikacji miejskiej w Kłodzku związane są z drugą połową lat 50. XX wieku, kiedy to znacząco zwiększyła się ludność miasta, co spowodowane było napływem nowych mieszkańców oraz planami budowy nowych osiedli mieszkaniowych. Miejską komunikację autobusową uruchomiono w 1958 roku na mocy decyzji podjętej przez Prezydium Miejskiej Rady Narodowej. W jej myśl powołano do życia Miejski Zakład Komunikacyjny, którego zadaniem była obsługa autobusowych przewozów pasażerskich na terenie miasta. Ze względu na niedostateczną liczbę taboru przedsiębiorstwo to niedługo potem w latach 60. XX wieku zostało zlikwidowane.
Komunikację miejską na terenie miasta wznowiono dopiero na przełomie lat 70. i 80. XX wieku. Wówczas to obsługa pasażerów na terenie miasta została powierzona PKS Kłodzko, który uruchomił na terenie miasta pięć linii, które faktycznie łączyły miasto z okolicznymi wioskami. 
W 1989 roku powstała prywatne przedsiębiorstwo A-Vista, która przejęła obsługę komunikacji miejskiej za pomocą minibusów, mogących pomieścić od kilkunastu do kilkudziesięciu pasażerów. 
Linie obsługiwane przez PKS Kłodzko z 1998 roku, opublikowane w planie miasta wydanym w 1999 r.:
- 1 DWORZEC PKS - T.Kościuszki - Bohaterów Getta - J.Korczaka - KROSNOWICE DOLNE - KROSNOWICE - STARKÓW (linia kursuje w dni robocze)
- 2 WOJCIECHOWICE - Mariańska - Śląska - (>Połabska)(<Lutycka<W.Korfantego) - DWORZEC PKS - T.Kościuszki - Dusznicka - SZALEJÓW DOLNY
- 3 DWORZEC PKS - T.Kościuszki - Dusznicka - Korytowska - Zajęcza - (wybrane kursy przez MIKOWICE - ROSZYCE)KORYTÓW (kursuje w dni nauki szkolnej)
- 4 DWORZEC PKS - Lutycka / Połabska - W.Korfantego - Podgrodzie - Zamiejska - Szpitalna - Zamiejska - BOGUSZYN - ŁAWICA - PODTYNIE - MORZYSZÓW
- 5 DWORZEC PKS - T.Kościuszki - Dusznicka - MIKOWICE - ROSZYCE - RUSZOWICE - PISZKOWICE (kursuje w dni nauki szkolnej)

W 1998 r. przedsiębiorstwo A-Vista zawarło porozumienie z PKS, w którym podmioty zobowiązały się nie konkurować ze sobą. W wyniku porozumienia A-Vista zyskała monopol na obsługę komunikacji miejskiej. Porozumienie naruszono w 2016 r. uruchomieniem linii miejskiej PKS przez osiedle Owcza Góra
Współcześnie komunikację miejską w Kłodzku tworzą zarówno PKS Kłodzko jak i A-Vista.

## Linie
- Galeria Twierdza - Szpital

## Tabor

### A-Vista
Firma A-Vista posiada kilkanaście minibusów oraz kilka autobusów:
- Mercedes-Benz Sprinter 511 CDI
- Volvo B6 Ugarte